# Avvocato del diavolo
L'avvocato del diavolo (in latino advocatus diaboli), formalmente conosciuto come promotore della fede (in latino promotor fidei), è un ufficio della Congregazione dei riti. La persona che riveste l'ufficio è incaricata dalla Chiesa cattolica di apportare argomenti che mettano in discussione le virtù e i miracoli dei candidati alla canonizzazione durante l'inchiesta (un tempo "processo"). La figura è stata modificata nel 1983 da papa Giovanni Paolo II: nella costituzione apostolica Divinus perfectionis Magister all'antico ruolo corrisponde quello del prelato teologo.

## Storia
Il ruolo del promotor fidei, istituito nel 1587 da papa Sisto V, fu riformato nel 1983 da Giovanni Paolo II con la costituzione apostolica Divinus perfectionis Magister, la quale riordinò il processo delle cause dei santi; tale costituzione puntava a coinvolgere, molto più che in passato, i vescovi locali nel promuovere e indagare sulle cause di canonizzazione. A partire dal 1984, il numero dei processi di canonizzazione è cresciuto rapidamente nel tempo, arrivando a quasi cinquecento durante il solo pontificato di Giovanni Paolo II; cifre considerevoli, soprattutto se confrontate alle sole novantotto canonizzazioni dei suoi sette predecessori nell'arco del XX secolo.

## Nella lingua italiana
La locuzione "avvocato del diavolo" in italiano è usata estensivamente per indicare chi assume temporaneamente una posizione al fine di alimentare un dibattito costruttivo e verificare la genuinità dell'argomento originale, o anche, per estensione, chi ha sempre da ridire su tutto e tutti solo per gusto di contraddizione.